# Henryk Mierzecki

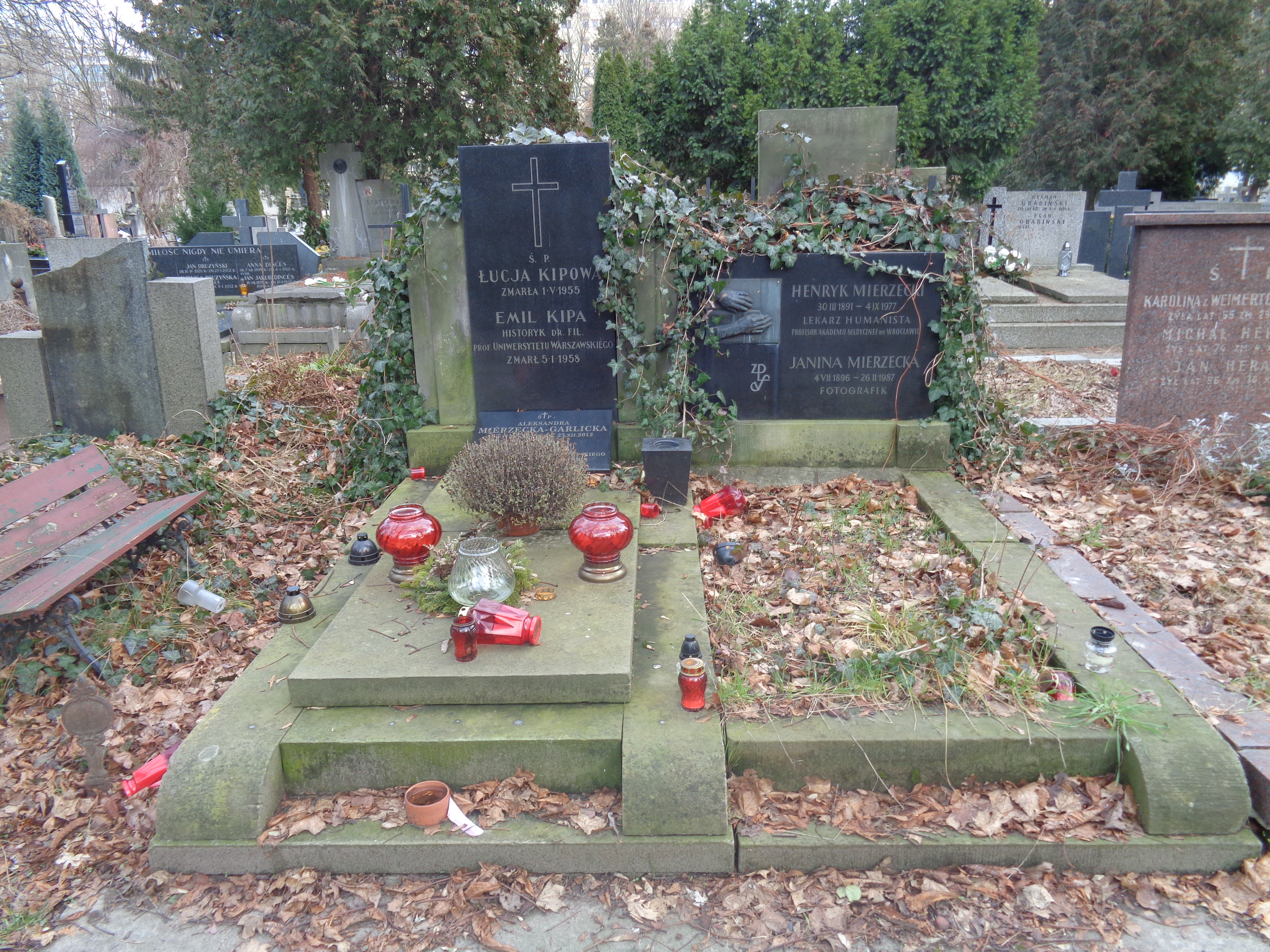
Grób Andrzeja Garlickiego, Aleksandry i Henryka Mierzeckich na Cmentarzu ewangelicko-augsburskim

Henryk Mierzecki (ur. 30 marca 1891 we Lwowie, zm. 4 września 1977 w Warszawie – polski lekarz dermatolog.
We Lwowie ukończył gimnazjum i studia medyczne na Uniwersytecie. W 1919 uzyskał stopień doktora medycyny. W 1921 został asystentem prof. Włodzimierza Łukasiewicza w Klinice Dermatologicznej Uniwersytetu Jana Kazimierza. W 1924 rozpoczął samodzielne badania naukowe, ogłaszając wyniki swoich badań na posiedzeniach towarzystw naukowych oraz na zjazdach krajowych i zagranicznych.

W czasie okupacji pracował w wytwórni kosmetyków w Warszawie. W 1945 habilitował się na Uniwersytecie Jagiellońskim z medycyny społecznej i przemysłowej. W 1949 został kierownikiem kliniki Dermatologicznej we Wrocławiu.
Napisał ponad 130 prac naukowych. Od 1964 był ekspertem Światowej Organizacji Zdrowia, był aktywnym członkiem Polskiego Towarzystwa Lekarskiego i Polskiego Towarzystwa Dermatologicznego, był też członkiem Komisji Medycyny Pracy PAN oraz Międzynarodowej Komisji Medycyny Pracy w Genewie.
Spoczywa na cmentarzu ewangelicko-augsburskim (aleja 29, grób 60).